# 武蔵野市立第三中学校
武蔵野市立第三中学校（むさしのしりつ だいさんちゅうがっこう）は、東京都武蔵野市吉祥寺東町にある公立中学校。略称は「三中」。

## 概要
1951年（昭和26年）、武蔵野市で3番目の市立中学校として開校した。武蔵野市東部を主な通学区域とする。

## 沿革
- 1951年 - 武蔵野市立武蔵野第三中学校創設・開校。
- 1953年 - 校歌・校旗制定
- 1959年 - 体育館竣工
- 1961年 - 武蔵野市立第三中学校へ改称。文部省実験校、国語科研究発表
- 1969年 - 牛乳給食開始
- 1971年 - 都教委教育課程実験校 研究発表
- 1979年 - 文部省機器利用英語 教育研究発表
- 1980年 - 文部省帰国子女教育研究協力校
- 1988年 - ランニングコース完成
- 1992年 - 文部省機器利用英語教育研究指定校として研究発表
- 2001年 - ISO14001の認証を取得
- 2004年 - 第一図書室を大改修
- 2008年 - 校庭一部芝生化、校舎棟トイレ改修
- 2009年 - 雨水貯留浸透施設工事、校庭改修工事

## 部活動
体育系
- サッカー部
- 野球部
- バドミントン部
- 卓球部
- 男子バスケットボール部
- 女子バスケットボール部

文化系
- パソコン部
- 吹奏楽部
- 調理部
- 美術部
- 園芸ボランティア部

## 基本的な通学区域
- 武蔵野市立第三小学校
- 武蔵野市立第四小学校（同小学校の通学域の大よそ東半分が本中学の通学域）
- 武蔵野市立本宿小学校

## 交通アクセス
- JR中央線 吉祥寺駅下車

## 主な卒業生
- 山田孝之[1]
- 岩下志麻
- 土屋正忠